# De gouden nar
De gouden nar is het tweede deel uit de trilogie De boeken van de Nar van de Amerikaanse schrijfster Margaret Lindholm (pseudoniem: Robin Hobb). Het is het vervolg op De oproep van de nar. Het derde deel uit de serie is Het lot van de nar.